# Sylwia Jaśkowiec
Sylwia Jaśkowiec, född 1 mars 1986 i Myślenice, är en polsk längdskidåkare. Jaśkowiec har tävlat sedan 2002. Hennes hittills bästa resultat i världscupen är en tredjeplats i 3 km fristil som var en deltävling i Tour de Ski 2013/2014.